# Aughnanure Castle

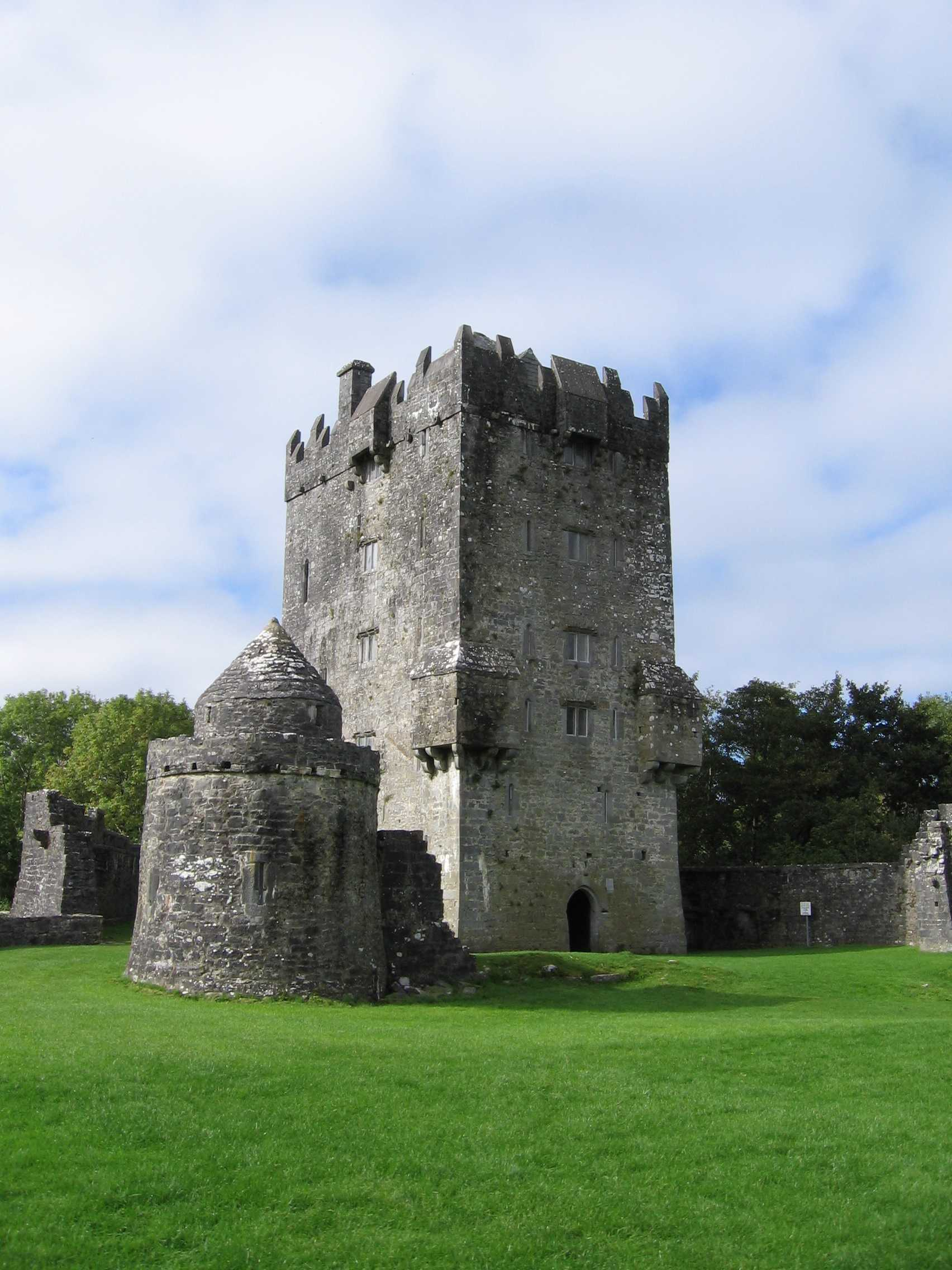
Aughnanure Castle

Aughanure Castle (irisch Caisleán Achadh na nIúr) liegt etwa drei Kilometer von Oughterard entfernt nahe dem Ufer des Lough Corrib (See) im County Galway in der Provinz Connacht in Irland. Der aus dem Irischen stammende Name heißt auf dt.: Eibenfeld. Es ist ein irisches National Monument.

## Die Anlage
Die Burg ist eines der besterhaltenen Beispiele eines so genannten „irischen Turmhauses“. Sie steht auf einem flachen Felsvorsprung. Unter dem Felsen befinden sich bemerkenswerte Höhlen. Der Grundriss des Turmhauses ist nahezu quadratisch mit einem Ausläufer an der Nordwestecke, wo der Fluss Drimneen ein Zugangshindernis bildet. Zwei Segmente der äußeren Mauer existieren noch, das ältere wird von einem jüngeren, viel größeren umschlossen.

## Das Turmhaus
Im tornahen Hof steht nahe am Fluss das sechs Stockwerke hohe, rechteckige Turmhaus. Seine beiden Flankentürme reichen bis in mittlere Höhe. Die Mauern verjüngen sich nach oben und die Brustwehr, an der Gusserker angebracht sind, ist mit Zinnen versehen. Der Eingang des Turmes kann innen durch ein so genanntes „Mörderloch“ in der Decke verteidigt werden. Hinter der Tür befindet sich rechts ein Wachraum und links eine steinerne Wendeltreppe zu den oberen Räumen. Das Erdgeschoss wurde als Vorratsraum benutzt. Die oberen Stockwerke sind in Wohn- und Schlafräume gegliedert. Das Stockwerk mit dem großen offenen Kamin und den geteilten Fenstern diente als Wohnzimmer.

## Die Außenanlage
Entlang der Westseite der Mauer stehen die Überreste einer Banketthalle. Die Halle wurde beim Einsturz des natürlichen Gewölbes über dem Fluss zerstört. Nur eine Wand mit einer Fensterreihe blieb erhalten. Die Rahmen sind mit Laubwerkmotiven und anderen Ornamenten verziert, die an reich verzierte irische Handschriften erinnern und die Bedeutung des Bauwerks bekunden. Im inneren Hof befindet sich noch ein kleiner Rundturm mit einer sorgfältig gearbeiteten Kragsteindecke und einem konischen Steindach (im Bildvordergrund). Am Ostende der Außenmauer befindet sich ein weiterer Flankenturm.

Aughnanure Castle
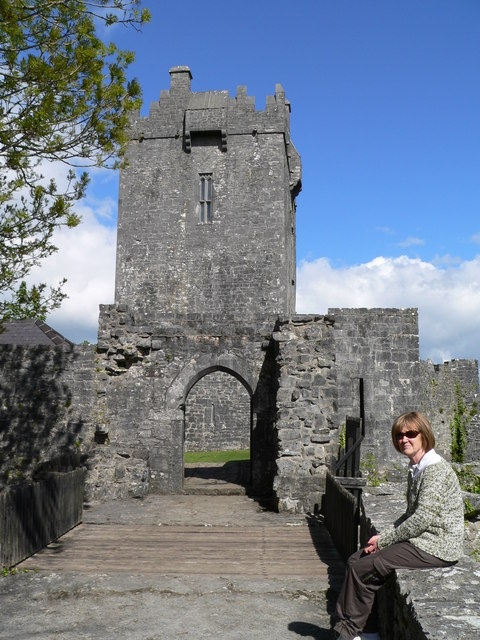
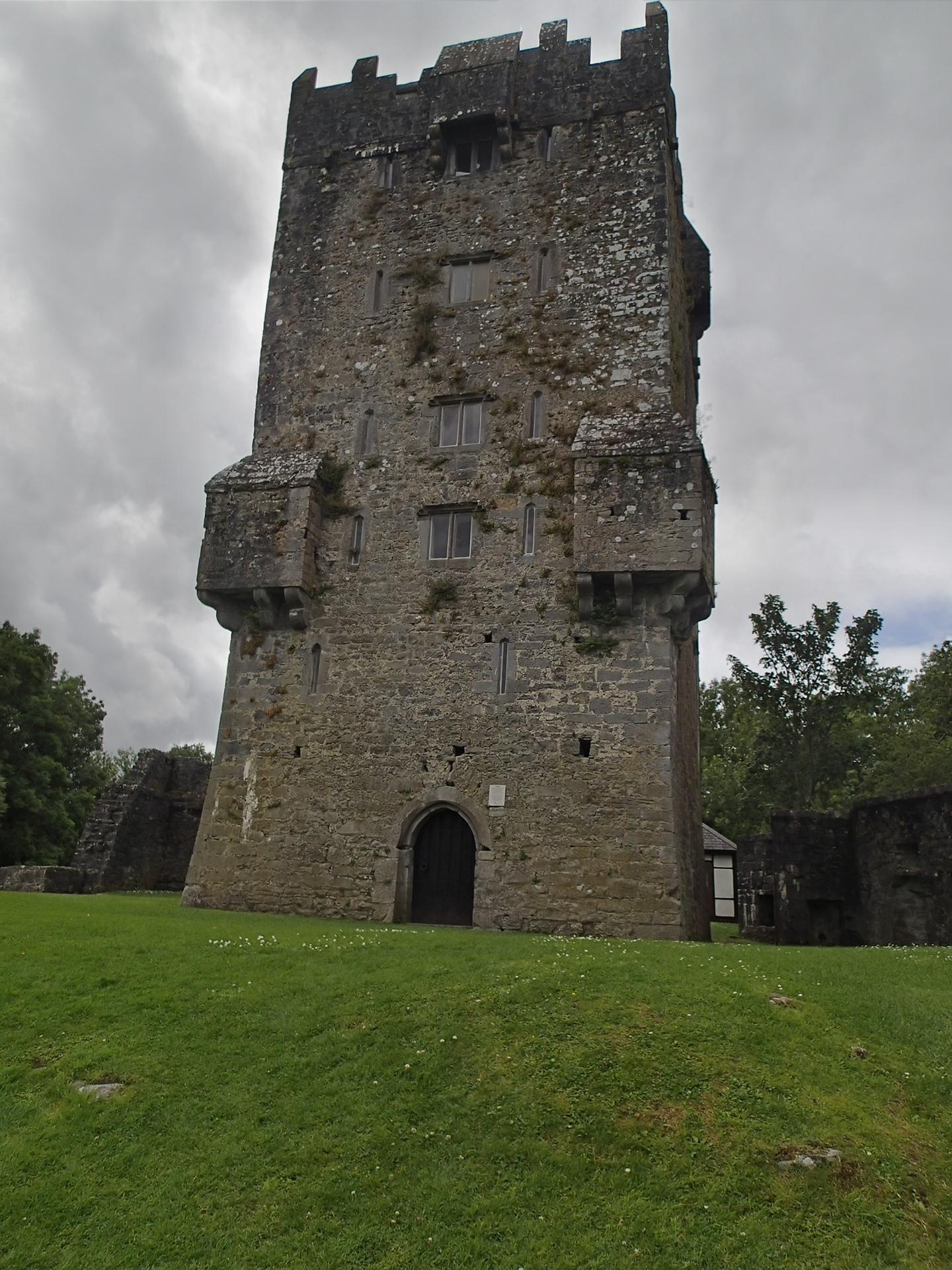
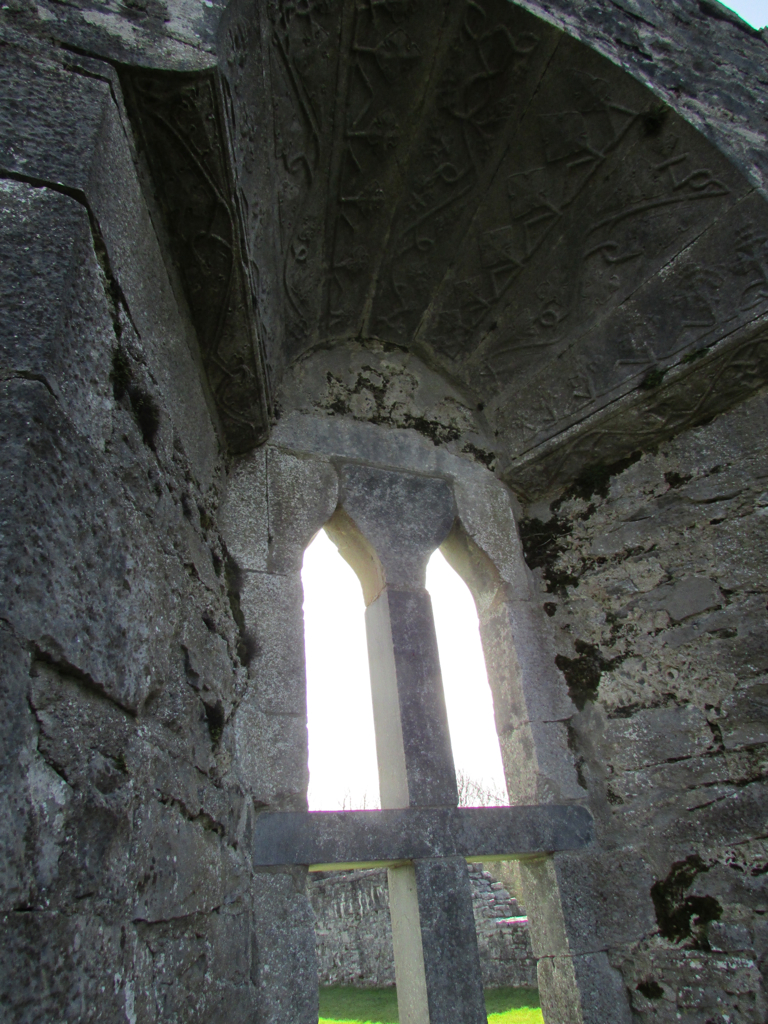
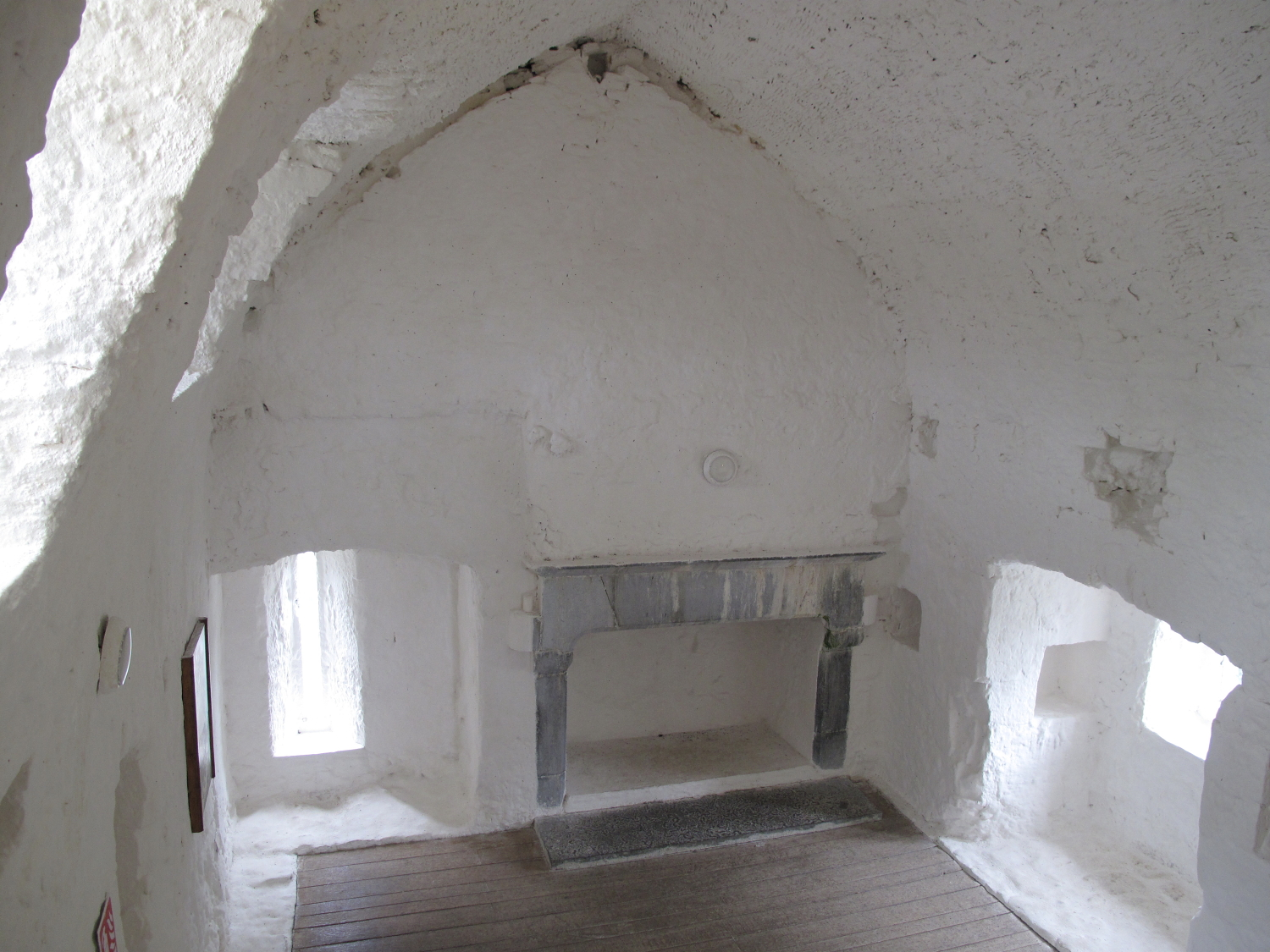

## Geschichte
Der Vorgänger der Burg wurde wahrscheinlich von dem Normannen Walter de Burgo, dem ersten Grafen von Ulster, erbaut, der das Gebiet um den Lough Corrib im Jahre 1256 in Besitz nahm. Die Vertreibung des lokalen Clans, der O’Flahertys war aber nur von kurzer Dauer. Ende des 13. Jahrhunderts wurden sie für drei Jahrhunderte Herren über West-Connacht. Zwischen dem 14. und 16. Jahrhundert war die Burg und deren Vorgängerin in ihrem Besitz.
Die legendäre Piratin „Granuaile“, bürgerlich Grace O’Malley, heiratete 1546, im Alter von 16 Jahren, „Donal an Chogaidh“ O’Flaherty, wodurch eine Verbindung zwischen den beiden mächtigsten seefahrenden Clans in Westirland entstand. Mitte des 16. Jahrhunderts wurden die Engländer auf „Morogh na-dtuath“ (Morrough der Streitäxte) einen O’Flaherty aufmerksam, der die englischen Besitzungen in der Nähe des Lough Corrib ausraubte. 1564 besiegte er in Trabane (weißer Strand), die gegen ihn entsandten englischen Truppen. Im Jahre 1569 wurde ihm General-Pardon gewährt, und Elisabeth I. (1533–1603) machte ihn, obwohl er aus einer Nebenlinie der O’Flahertys stammte, zum Herren über West-Connacht. Im Gegenzug verpflichtete er sich, den „Frieden der Königin“ zu halten. Die rechtmäßigen Titelanwärter der O’Flahertys waren über seinen Verrat erzürnt. Mit den Söhnen des Grafen von Clanrickard planten sie eine Rebellion gegen die „Cailleach Granda“, wie sie die Königin nannten. Morogh erfuhr von den Plänen und gab sie an „Sir Edward Fitton“ weiter, der sich mit allen zur Verfügung stehenden Männern und Kanonen aufmachte und Aughnanure belagerte, das vom rechtmäßigen Chief der O’Flahertys gehalten wurde. Nachdem er die Burg eingenommen hatte, übergab er sie an Morogh, der sie verstärkte und zu seinem Hauptsitz machte.
Nachdem das Erbe von Aughnanure von der Krone an den Grafen von Clanickard vergeben wurde, verpachtete dieser 1687 das Land an Brian O’Flaherty. 1719 verkaufte der Graf die Grundrechte an Brian. Dieser hatte sich das Geld von Lord St. George geborgt, und als die Hypothek verfiel, wurde der zum Besitzer eines Großteils des Landes. Im Jahr 1952 übergab Peter O’Flaherty die Burg an die Kommission für öffentliche Bauten, um sie als staatliches Denkmal zu erhalten. 1963 begann man mit der Instandsetzung. Unter anderem wurden Brüstung und Kamine gesichert, ein Parkplatz und der heutige Zugang zur Burg angelegt.

## Anekdote
Die Bewohner von Galway hatten solche Angst vor den O’Flahertys, dass sie über dem Westtor zur Stadt den Spruch eingemeißelt haben sollen: „Gott schütze uns vor den wilden O’Flahertys!“.